# FIFA 19
FIFA 19 – komputerowa gra sportowa podejmująca tematykę piłki nożnej, stworzona przez studio EA Sports. Jest to dwudziesta szósta część piłkarskiej serii FIFA. Premiera gry odbyła się 28 września 2018.
Wersja demo gry została udostępniona 13 września 2018 roku.
Ambasadorem gry został ponownie Cristiano Ronaldo, w Polsce zaś Kamil Glik.

## Rozgrywka

### Mechanika
FIFA 19 jest komputerową grą sportową o tematyce piłki nożnej. Po raz trzeci w serii FIFA zastosowano silnik gry Frostbite. Podobnie jak w poprzedniej odsłonie dokonano zmian w sposobie myślenia i poruszania się zawodników, fizycznych starciach z rywalami i zachowania w ataku piłkarzy. FIFA 19 zawiera też stałe fragmenty gry.
Gra w polskiej wersji językowej otrzymała po raz czwarty komentarz z udziałem Dariusza Szpakowskiego oraz Jacka Laskowskiego.

### Tryb „droga do sławy”
FIFA 19 udostępnia nowy tryb „droga do sławy” dostępny na konsole Xbox One, PlayStation 4 i komputery PC. Gracz po raz trzeci wciela się w postać Alexa Huntera, młodego piłkarza, próbującego zostawić swój ślad na boiskach Premier League, czy Primera División. Jest to ostatni sezon przygód Drogi do Sławy.

## Rozgrywki UEFA
Po raz pierwszy w historii serii gry FIFA, gracz ma możliwość zagrania licencjonowanych meczów w oprawie Ligi Mistrzów UEFA, Ligi Europy UEFA oraz Superpucharu Europy UEFA. Wszystkie rozgrywki zostały zintegrowane z grą i są dostępne w trybie „szybkiego meczu” i kariery, a także istnieje możliwość rozegrania własnego turnieju.

## Zmiany w szybkich meczach
FIFA 19 zawiera odświeżony tryb szybki mecz który zawiera m.in. gromadzenie statystyk.
Do gry dodane zostały takie tryby jak:
- UEFA Champions League
- Tryb przetrwania
- Bez zasad
- Strzały z daleka
- Do  X goli
- Główki i woleje
- Seria meczów
- Dwumecz
- Finał pucharu